# Restituição

Restituição, do latim restitutio, de restituere (restituir, restabelecer, devolver), é originalmente tomado na mesma significação de restabelecimento, reintegração, reposição ou recolocação. Nesta razão, na terminologia jurídica, restituição, em acepção comum e ampla, quer exprimir o sentido de devolução da coisa ou o retorno dela ao estado anterior.
Desse modo, restituir é devolver, dar de volta, ou recolocar a coisa em mãos de seu legítimo proprietário ou em poder de quem licitamente deve estar. Nesse aspecto, a restituição funda um direito e gera uma obrigação.